# El Castil

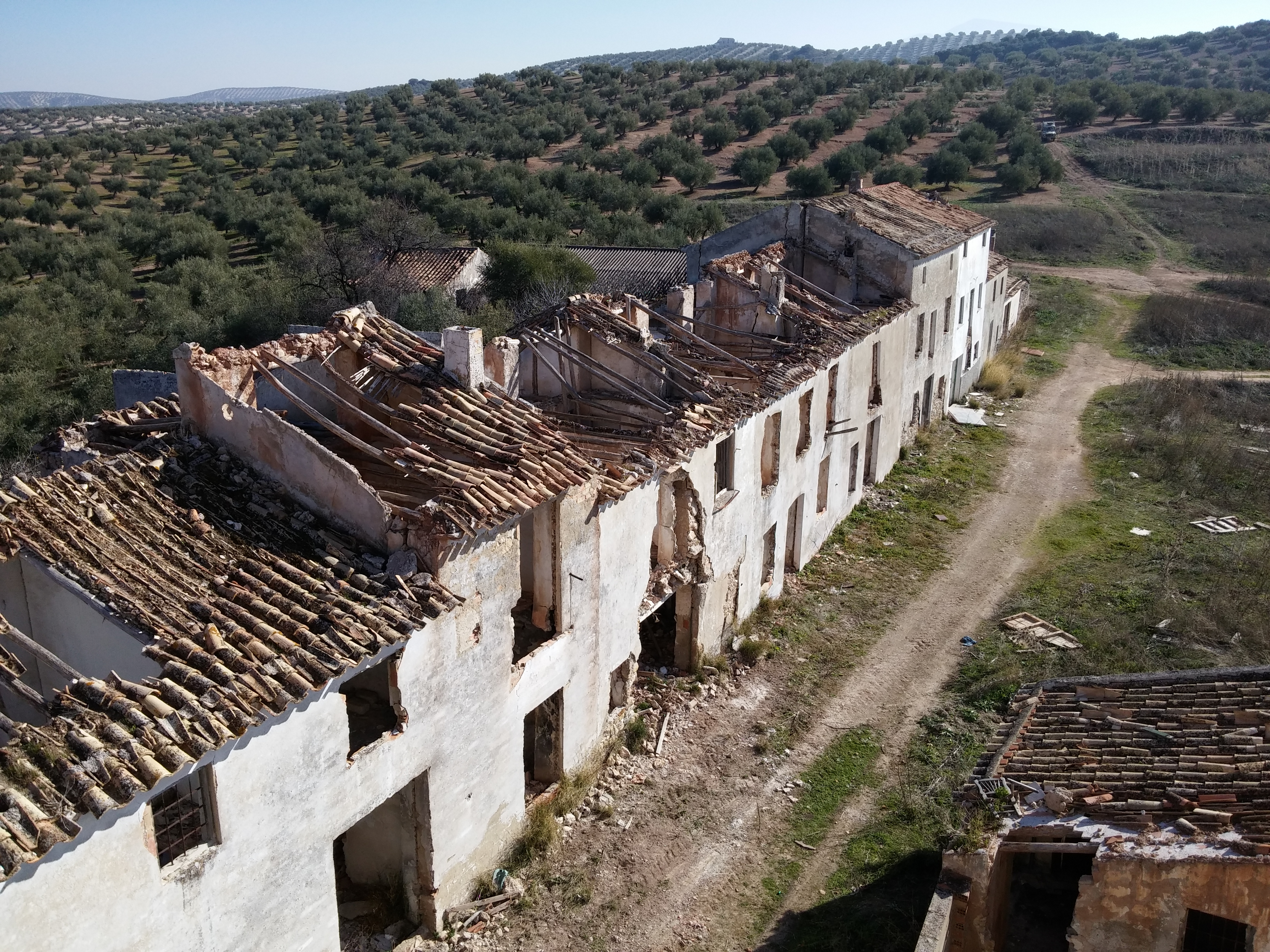
Cortijos de El Castil

El Castil, El Castil de la Peña, o también Castriz o Castril, es una cortijada situada sobre un promontorio rocoso, dentro del término municipal de Torredelcampo, provincia de Jaén, Andalucía, España. 
Se encuentra a unos 9 km de Torredelcampo y a unos 20 km de Jaén. Forma parte de la Ruta arqueológica de los Torreones de la campiña de Jaén, quedando a un escaso kilómetro y medio del Castillo de la Muña y a 4'5 km de Casa Fuerte de Torredelcampo.

## Fortificaciones
El castillo o torre del Castil de la Peña se encuentra actualmente muy modificado, al haber sido ocupado como cortijo. Aún son visibles algunos fragmentos de lienzo de mampostería. A éstos se adosan los arranques de unas torres de planta cuadrada. Es posible que la estructura aún se mantenga intacta, habiéndose conservado entre las paredes de las viviendas rurales que le rodean. Se desconoce la cronología de la construcción, probablemente date de finales del siglo XIII o principios del siglo XIV.
Además, en la parte sur del cerro existen materiales de época romana. Se sospecha que también a esta época pertenezcan los restos de una balsa.

## Historia
El profesor Tomás Quesada identificó el lugar con el que aparece nombrado en el apeo de dehesas boyales que el Concejo de Jaén realizó en los años 1378 y 1410.
En el texto de 1378 se describe en cercanías la existencia de un molino hidráulico de cubo (muy probablemente harinero), del que no se han conservado estructuras y que no ha sido posible de ubicar con exactitud por esta causa. Estos molinos se generalizaron por el siglo XV, eran bastantes caros de construir y mantener (lo que da idea de la importancia de la heredad del Castil), y precisaban de un salto de agua considerable (de 5 a 10 metros) para su funcionamiento. Eran obras donde se aplicaban los conocimientos de ingeniería más avanzados del momento. Sin embargo, estos acrecentaban el monopolio de los señores sobre los campesinos, los cuales se veían forzados a emplear estos molinos en lugar de otros comunales más sencillos y económicos, viéndose extorsionados de esta manera.
En el texto de 1410 se desvela el nombre del propietario de aquel tiempo: Rodrigo Rodríguez de Anaya, Regidor de Jaén. Era también propietario de otras heredades, como la del cortijo de la Cueva, situado en las inmediaciones de El Castil. De igual manera, su nombre aparece en otros documentos escritos, donde acude a encuentros en representación de Jaén o como firmante de una Ordenanza para la medida del aceite.
En 1419 El Castil pasa a manos del Cabildo Catedralicio, y permanece en manos de la Iglesia todo el siglo XV y parte del XVI, explotándolo en régimen de arrendamiento.
La riqueza de recursos del entorno de El Castil era notable. Por la parte norte varios arroyos irrigan la zona, que en aquellos tiempos estaría mayoritariamente sembrada de cereal, como es de colegir por la existencia del susodicho molino. La existencia de varias salinas, de recursos forestales de la dehesa boyal, y de yesares para extracción de piedra caliza constituían otras fuentes de ingreso. El deán Martínez de Mazas afirmaba:

"...en esta Campiña, que abunda mucho de piedra de yeso, y de bella calidad, especialmente del otro lado del Río, y en el Castil de la Peña, de donde se pueden sacar Sillares de esta piedra, tan fina y tan blanca como el alabastro, y servir de obras de escultura que no esté al agua, como se ve en el Trascoro de la catedral, y mucho más en todo el adorno y galerías del Palacio de Garcíez ".

Además controlaba el camino por el que el ganado se desplazaba en busca de pastos de la Campiña Baja a la Sierra Sur, siendo este camino una de las principales vías de comunicación Norte-Sur en el Concejo de Jaén, para la Campiña Occidental (la situada a la izquierda del río Guadalbullón).

## Protección
Se encuentra bajo el auspicio de la Declaración genérica del Decreto de 22 de abril de 1949, así como de la Ley 16/1985 sobre el Patrimonio Histórico Español. Todos los cortijos de la aldea se encuentran abandonados y en situación de ruina.

## Fenómenos paranormales
Aficionados a los fenómenos paranormales han encontrado interés en los cortijos, apoyados en la varia historia de los mismos y de las gentes que lo ocuparon durante largos siglos, llegando a realizar grabaciones psicofónicas dentro de ellos.